# Mariners Apartment Complex
"Mariners Apartment Complex" é uma canção da cantora e compositora norte-americana Lana Del Rey. Lançada em 12 de setembro de 2018, por intermédio da Polydor Records e Interscope Records, serviu como o primeiro single de seu sexto álbum de estúdio, Norman Fucking Rockwell (2019). A canção foi escrita por Del Rey e Jack Antonoff, a qual marca a primeira colaboração entre os dois artistas. Uma canção derivada do folk rock e psicodélico, com elementos da música country, a música apresenta um som mais refinado e suave de Del Rey em comparação com seus discos anteriores. Inspirada a escrever a música depois de um passeio noturno com seu então parceiro, enquanto chegava a um "conjunto de apartamentos", liricamente, a música vê o narrador garantindo a um amante seu apoio e orientação constantes, porém em um relacionamento problemático.
"Mariners Apartment Complex" recebeu ampla aclamação da crítica, com críticos elogiando o conteúdo lírico da música, a produção e os vocais de Del Rey. Comercialmente, a música foi um sucesso moderado em mais de 15 países.

## Antecedentes
Em 7 de setembro de 2018, Del Rey anunciou que lançaria duas novas canções, incluindo "Mariners Apartment Complex". Seguidamente, divulgou um trecho da canção acompanhado de um videoclipe, o qual foi dirigido por Chuck Grant. A canção foi lançada em 12 de setembro, após a estreia na BBC Radio 1.

## Composição
Para Ryan Reed, da publicação Rolling Stone, "Mariners Apartment Complex" é uma canção de folk psicodélico. Marc Hogan, da Pitchfork descreveu a música como "uma sombria balada de rock ao estilo dos anos 70, com piano, violão e cordas agitadas". Mark Beaumont, da publicação NME, ressaltou a presença de sonoridade country na música.

## Recepção crítica
Após o lançamento, a canção recebeu aclamação generalizada dos críticos musicais. Starr Bowenbank, da Billboard, escreveu: "Produzida por Jack Antonoff, a canção exibe os vocais exuberantes de Del Rey contra um belo cenário de guitarra influenciado pela sonoridade country. Del Rey canta, ainda, com sussurros maravilhosos e harmonias sobre um romance tumultuado." Numa avaliação positiva para a Pitchfork, Marc Hogan escreveu: "Musicalmente, trata-se de uma canção do estilo balada de rock da década de 1970, que conta com sons de piano e violão agitados. As letras, as quais concomitantemente sussurra e canta, são astutas e referem-se à cultura pop como se fosse uma mitologia grega moderna."
Brittany Spanos, da Rolling Stone, elogiou a semelhança com as composições de Leonard Cohen, dizendo: "Oprimida por ícones de beleza, assim como trata Cohen em suas canções, Del Rey se vê recontano uma história desanimadora com seu amante." Nas formas que Cohen está procurando a conexão entre a tristeza e o seu amor, Del Rey decidiu menosprezar esta reflexão." Como reconhecimento, a canção foi listada entre as 50 melhores canções de 2018 da Rolling Stone e Consequence of Sound, na sexta e vigésima nona posições, respectivamente.